# Cantón de Boves
El cantón de Boves era una división administrativa francesa, que estaba situada en el departamento de Somme y la región de Picardía.

## Composición
El cantón estaba formado por veintitrés comunas:
- Blangy-Tronville
- Boves
- Cachy
- Cottenchy
- Dommartin
- Dury
- Estrées-sur-Noye
- Fouencamps
- Gentelles
- Glisy
- Grattepanche
- Guyencourt-sur-Noye
- Hailles
- Hébécourt
- Remiencourt
- Rumigny
- Sains-en-Amiénois
- Saint-Fuscien
- Saint-Sauflieu
- Saleux
- Salouël
- Thézy-Glimont
- Vers-sur-Selles

## Supresión del cantón de Boves
En aplicación del Decreto nº 2014-263 de 26 de febrero de 2014, el cantón de Boves fue suprimido el 22 de marzo de 2015 y sus 23 comunas pasaron a formar parte; nueve del nuevo cantón de Ailly-sur-Noye, seis del nuevo cantón de Amiens-6; cuatro del nuevo cantón de Amiens-4, dos del nuevo cantón de Amiens-7, una del nuevo cantón de Amiens-5 y una del nuevo cantón de Moreuil.